# Geoffrey Crossley
Geoffrey Crossley (Baslow, Derbyshire, 11 mei 1921 – Oxfordshire, 7 januari 2002) was een Brits Formule 1-coureur. Hij reed in 1950 twee Grands Prix voor het team Alta.